# Pierre de Calan
Pour les articles homonymes, voir Calan (homonymie).
Pierre de La Lande de Calan, né le 18 juillet 1911 à Paris et mort le 15 janvier 1993 à Louveciennes, est un chef d'entreprise, économiste et écrivain français.

## Biographie

### Jeunesse et études
Pierre de Calan naît le 18 juillet 1911 à Paris. Il est issu d'une ancienne famille bretonne de la noblesse. Il est le fils de Jean de la Lande de Calan, cadre administratif, et d’Élisabeth Barbier de la Serre. Il est un descendant de Louis René Villermé.
Il épouse en juin 1936 Madeleine de Frondeville (1/01/1914 - 8/12/2017). Il est le grand-père maternel de François Villeroy de Galhau, gouverneur de la Banque de France depuis 2015.
Il effectue des études secondaires à Sainte-Croix de Neuilly, où il obtient son baccalauréat en 1928. Il est diplômé de l'École libre des sciences politiques en 1932. Il obtient deux ans plus tard un DES en droit public et en économie politique. Il est reçu en 1936 au concours de l'Inspection générale des finances.

### Parcours professionnel

#### Haute fonction publique
Capitaine d'infanterie, prisonnier de guerre, il est officier de la Légion d'honneur et décoré de la croix de guerre 1939-1945. Sous l'Occupation, il est un temps conseiller technique de Jean Berthelot, puis en 1942 chef puis directeur de cabinet de Jean Bichelonne, ce qui lui vaut d'être décoré de la francisque. Il est arrêté par les Allemands en  août 1943, mais relâché au bout de deux jours. 
Il est directeur du commerce intérieur au ministère de la production industrielle puis de l'industrie d'août 1943 à 1950.

#### Parcours syndicaliste et patronal
Il quitte l'administration en 1950 pour devenir vice-président délégué du syndicat général de l'industrie cotonnière français, jusqu'en 1964. Administrateur de sociétés, il est aussi administrateur puis président de la banque cotonnière. Il est ensuite vice-PDG en juillet 1965 puis P-DG en septembre de la même année d'une entreprise du secteur de la mécanique lourde, la société française de constructions Babcock et Wilcox, ainsi que de Babcock-Atlantique  et Babcock-Fives, jusqu'en 1973. Il préside ensuite la Barclays Bank SA, filiale française de la banque britannique Barclays, de 1974 à 1982.
Président du groupement de la mécanique lourde, de 1969 à 1974, vice-président de la Fédération des industries mécaniques et transformatrices des métaux de 1972 à 1975, il est président de la commission des structures, président de la commission des échanges avec l'outre-mer, membre du bureau en 1968 puis vice-président du Conseil national du patronat français de 1972 à 1975. Il a toutefois échoué en 1972 à se faire élire président du CNPF.
Il est aussi président de la commission économique internationale et vice-président de la section française de la Ligue européenne de coopération économique, et président en 1976 de Rexeco (Centre de recherche pour l'expansion de l'économie).
C'est un patron catholique, adhérent du Centre français du patronat chrétien.

## Un intellectuel engagé dans les débats du temps
Économiste libéral et catholique, auteur d'essais remarqués, il s'engage dans les débats sur la réforme de l'entreprise, avec son essai de 1963 Renaissance des libertés économiques et sociales, prenant le contre-pied de son ancien collègue de l'inspection des finances François Bloch-Lainé, qui publie la même année Pour une réforme de l'entreprise. Il est alors le porte-parole d'un groupe patronal et néolibéral animé par Henri Fayol, président de la commission des prix du Conseil national du patronat français (CNPF). Calan affirme 20 ans plus tard qu’à la publication de son texte, « la crainte de déplaire à l’Élysée – où l’on disait le général de Gaulle séduit par les propositions de Bloch-Lainé, se révéla si puissante que le comportement du patronat officiel ressembla fort à un désaveu de paternité ». Il note aussi que les jeunes patrons du CDJ « s’interrogeaient avec une âpre complaisance sur la légitimité de leur pouvoir » et souligne « le pharisaïsme de la mauvaise conscience » dans les salons parisiens, et « la tyrannie intellectuelle d’une gauche marxisante ». L’esprit de l’époque était à l’acceptation de « la mainmise croissante de l’État » et de « la pénétration toujours plus profonde et plus étendue de la bureaucratie dans la vie quotidienne des individus, des familles, des entreprises ». En 1963, dans une conférence au Centre d'études politiques et civiques, il soulignait déjà « l’enthousiasme délirant » ou la résignation de certains milieux patronaux ou ecclésiastiques. Il y réaffirmait la conception traditionnelle de l’autorité patronale, fondée sur la propriété privée du capital, condamnait la « démocratisation » du « gouvernement » de l’entreprise. Et dénigrait le « mécanisme » du dirigisme administratif à l’œuvre depuis 1939, qui prend des « formes nouvelles et plus graves aujourd’hui », agitant la menace d’un État collectiviste.
On lui attribue faussement la rédaction de la charte libérale du CNPF du 18 janvier 1965, qui réclame une diminution des interventions publiques et valorise l'économie de marché. Il est en tout cas l'un des patrons qui ont milité au sein de la commission économique du CNPF pour cette charte. Cette charte a été « vite oubliée » selon Pierre de Calan, du fait notamment de la fraction du patronat « obsédée par la peur de ne pas être à la pointe de ce que l’on pensait alors être le progrès ».
Il milite pour un néolibéralisme antiétatiste et humaniste, dans ses conférences et ses interventions dans des congrès, ses articles (dans la Revue des deux mondes en particulier), ses participations aux tables rondes de la Croix, son action au sein du CNPF - il présente au CNPF un rapport en 1968 sur les « entraves administratives à la vie des entreprises ». Il est membre de deux associations libérales. L'Association des chefs d'entreprise libres tout d'abord, dont il est l'un des administrateurs. Il écrit de nombreux articles dans son périodique, à partir des années 1960 , et surtout au cours des années 1970 et 1980. L'Association pour la liberté économique et le progrès social (ALEPS) ensuite. Il prend part à la Semaine de la pensée libérale, participe aux colloques du Centre d'études de la doctrine sociale de l'Église, lié à l'ALEPS et reçoit en 1970 le grand prix André-Arnoux décerné par cette association. Dans son allocution de remerciement, il déplore  « la grande peur des libéraux » qui subsiste en France, inspirée par l'assimilation dans l'opinion du libéralisme au conservatisme. Puis il a regretté la confusion faite souvent encore entre la liberté, « qui est la plus sévère des contraintes », et la facilité. Il a proposé à son auditoire de défendre la liberté économique en la remettant à sa place, celle d'un moyen de promouvoir efficacité et responsabilité, n'ayant pas en soi de finalité propre, laquelle relève des convictions religieuses et philosophiques. Il s'est enfin réjoui du spectacle du  « renouveau des libertés » qui se manifeste en France en matière économique et il a assuré que seul le libéralisme pouvait fonder la  « révolution permanente ».

## Autres activités
Il fréquente aussi le Cercle renaissance. Il publie aussi des romans, une pièce de théâtre, les Écrivains, avec son cousin, l'écrivain catholique Michel de Saint Pierre, jouée en 1959 au théâtre des Mathurins.
Au lendemain de la victoire de François Mitterrand en 1981, il participe à la fondation du Cercle des libertés républicaines d'Yves-Marie Laulan et cosigne en 1982 un manifeste demandant le départ des ministres communistes du gouvernement français.
Il est aussi administrateur de l'association Aide au logement, fondée et présidée par son ami l'inspecteur des finances Philippe de Monplanet et de la Fondation de France (1974-1982), et préside le Centre national d'étude et de recherches du paysage (1974-1979), l'Université libre des sciences de l'homme (ULSH) et l'European Business School (Londres). .
Il est élu le 25 juin 1984 dans la section d’économie politique, statistique et finances à l'Académie des sciences morales et politiques.

## Œuvres
- Les cousins vraisemblables, contes, A. et P. Jarach, 1948
- Vie de l'entreprise, Collège libre des sciences sociales et économiques, 1958
- Les écrivains (pièce de théâtre), avec Michel de Saint Pierre, Grasset, 1959
- Renaissance des libertés économiques et sociales, Plon, 1963, préfacé par Henri Fayol
- Les professions, solutions à la crise du syndicalisme, Éditions France-Empire, 1965
- Pour les libertés sociales et économiques, Berger-Levrault, 1968
- Interdit aux économistes, Mame, 1972
- Les jours qui viennent, Fayard, 1974 (31)
- Chère inflation, France-Empire, 1975, préface de François Ceyrac, président du CNPF
- Le patronat piégé, La Table ronde, 1977 (Lire le début dans Gallica)
- Côme ou le désir de Dieu, La Table ronde, 1977, roman (Prix Paul-Flat de l'Académie française en 1978)
- Inacceptable chômage, Dunod, 1985
- Vous êtes tous des économistes, Ed. universitaires, 1991
- Votre patron diagnostic et mode d'emploi, Top. éd., 1992
- On retrouve Dieu partout, Fleurus, 1992
- Les mathématiques en économie: apport ou invasion ?, avec Emile Quinet, Impr. Delmas, 1992

## Prix
- Prix Paul-Flat de l’Académie française 1978
- Prix Renaissance de l'économie 1982[43].

## Pour approfondir